# 스티븐 레이
스티븐 레이(영어: Stephen Rea, 1946년 10월 31일~)는 영국 북아일랜드의 배우이다.
레이는 벨파스트에서 장로교 신자인 노동 계급 가정에서 버스 운전사의 아들로 태어나 벨파스트 고등학교와 퀸스 대학교 벨파스트를 졸업했다.

## 출연 작품
- 블랙 47 - 코닐리 역
- 마담 싸이코 - 브라이언 코디 역